# Eparchia di Slavgorod

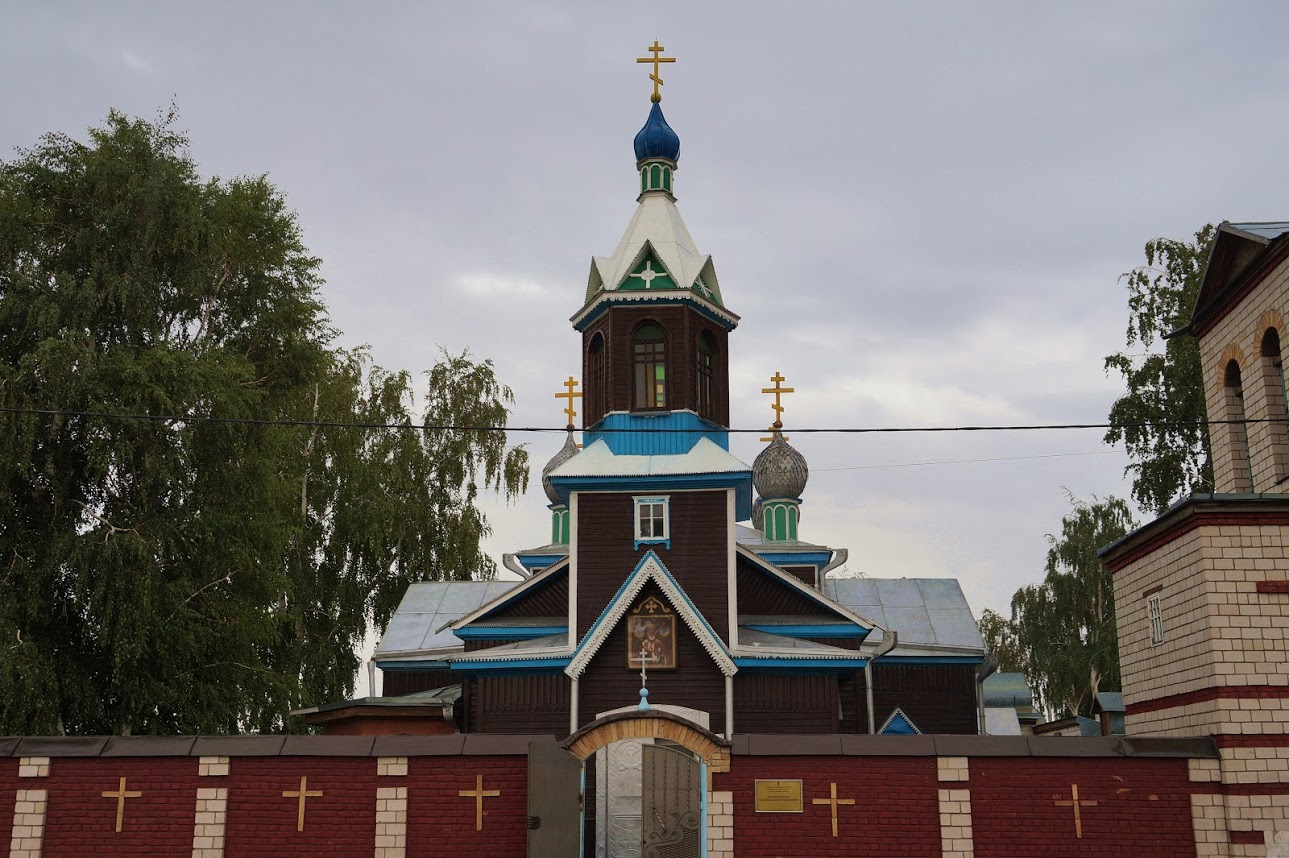
La cattedrale di San Nicola di Slavgorod.

L'eparchia di Slavgorod (in russo: Славгородская епархия) è una diocesi della Chiesa ortodossa russa, appartenente alla metropolia dell'Altaj.

## Territorio
L'eparchia comprende 20 rajon nella parte nord-occidentale del territorio dell'Altaj, nel Circondario federale della Siberia.
Sede eparchiale è la città di Slavgorod, dove si trova la cattedrale di San Nicola. L'eparca ha il titolo ufficiale di «eparca di Slavgorod e Kamenskij».

## Storia
L'eparchia è stata eretta con decisione del Santo Sinodo del 5 maggio 2015, con territorio separato da quello dell'eparchia di Barnaul.